# Vilt förband

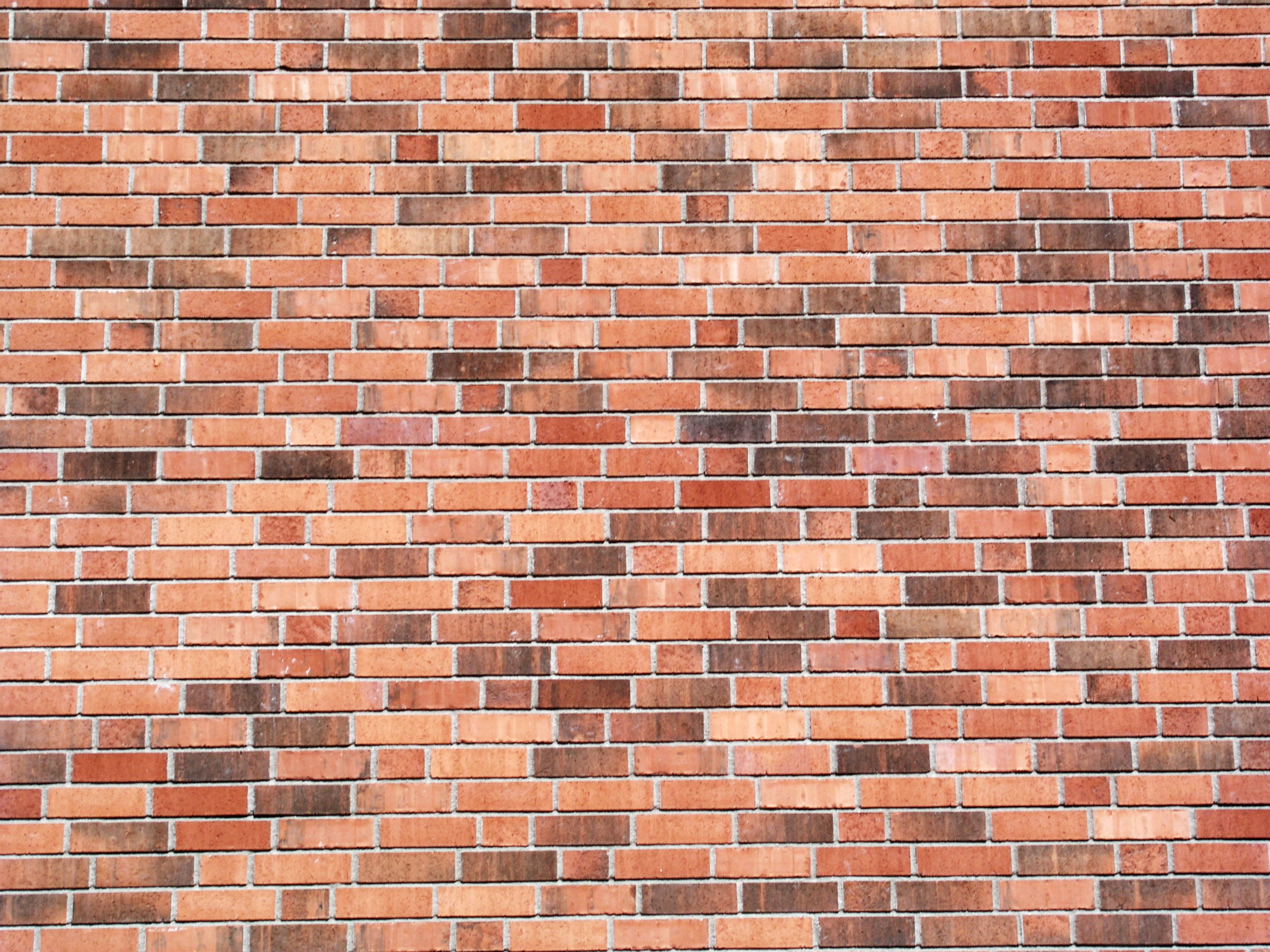
Vilt förband

Vilt förband, murförband är en slumpmässig blandning av kopp och löp. Det vanliga är att man föreskriver 8-10 kopp per kvadratmeter. Hörnor utgörs av en kopp, trekvarts sten, eller en hel för att få rätt förband.
1985 och tidigare var vilt förband en blandning av olika murförband och inte regelbundet utformat. Det utgördes oftast av partier av munkförband och polskt förband.  
Vilt förband används med fördel i skalmursfasader genom sin fria mönsterverkan.